# Callum McCaig

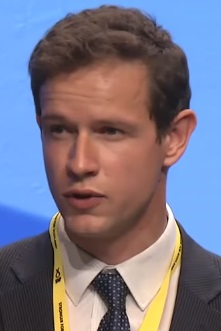
Callum McCaig

Callum McCaig (* 6. Januar 1985) ist ein britischer Politiker der Scottish National Party (SNP).

## Leben
McCaig wuchs in Aberdeen auf. Er erwarb einen Masterabschluss in Politikwissenschaften von der Universität Edinburgh. McCaig kehrte nach Aberdeen zurück und war als Assistent der SNP-Abgeordneten Maureen Watt, die den Wahlkreis Aberdeen South and North Kincardine seit 2011 im Schottischen Parlament vertrat, tätig.

## Politischer Werdegang
Als Kandidat der SNP wurde McCaig 2007 für den Wahlbezirk Kincorth/Loirston in den Stadtrat Aberdeens gewählt. Im Stadtrat koalierte die SNP 2011 mit den Liberaldemokraten. McCaig wurde in der Folge zum Vorsitzenden der SNP-Gruppe gewählt. Nachdem McCaigs Parteikollege Kevin Stewart, der bisherige stellvertretende Vorsitzende des Stadtrats, bei den schottischen Parlamentswahlen 2011 für Aberdeen Central in das schottische Parlament gewählt wurde, rückte McCaig auf dessen Position nach. Nach nur einem Monat stellte die SNP auf Grund zweier Nachwahlen die größte Gruppe und McCaig wurde mit 26 Jahren zum Vorsitzenden ernannt. Nach Wahlerfolgen der Labour Party bei den Kommunalwahlen 2012 fand sich die SNP in der Opposition wieder.
Bei den britischen Unterhauswahlen 2015 kandidierte McCaig für die SNP im Wahlkreis Aberdeen South. Er trat dabei gegen die Labour-Abgeordnete Anne Begg an, welche den Wahlkreis seit 1997 im britischen Unterhaus vertrat. Nach massiven Stimmgewinnen der SNP bei diesen Wahlen erreichte McCaig den höchsten Stimmenanteil und zog in der Folge erstmals in das House of Commons ein. Dort wurde er zum stellvertretenden Sprecher der SNP für Energie und Klimawandel ernannt. Bei den Unterhauswahlen 2017 unterlag McCaig dem Konservativen Ross Thomson und schied in der Folge aus dem britischen Unterhaus aus.